# Istari
Istari (quenya "De vise") er i J.R.R. Tolkiens univers en klasse af fem maiar, der i menneskenes verden optræder som mægtige troldmænd.
J.R.R. Tolkien nævner i Ringenes Herre tre af de i alt fem istari, nemlig Gandalf, Saruman og Radagast. De sidste to troldmænd hedder Alatar og Pallando.
Navnet Alatar betyder "efter kommer" og var den sidste maia der blev udnævnt til istar. Sammen med Pallando og Saruman rejste han til øst. Saruman rejste efter noget tid tilbage til den vestlige del af Midgård, mens Alatar og Pallando blev tilbage. Alatar og Pallando kaldes tilsammen "De blå troldmænd".
| Fiktion | Spire Denne artikel om en historie eller noget fiktivt er en spire som bør udbygges. Du er velkommen til at hjælpe Wikipedia ved at udvide den. |